# Diplodactylidae
Diplodactylidae – rodzina jaszczurek z kladu Gekkota w obrębie rzędu łuskonośnych (Squamata). Występują w Australii, Nowej Zelandii i Nowej Kaledonii.

## Charakterystyka
Rodzina Diplodactylidae obejmuje gatunki o zróżnicowanej budowie ciała; rodzina nie ma jednak przedstawicieli, u których doszło do zaniku lub redukcji kończyn. U większości gatunków długość ciała dorosłych osobników wynosi 60–110 mm, nie licząc ogona; wymarły gatunek Hoplodactylus delcourti osiągał jednak 370 mm długości ciała, nie licząc ogona. Przedstawiciele rodziny występują w zróżnicowanych środowiskach, od wilgotnych lasów po pustynie. Większość przedstawicieli rodziny jest owadożerna; niektórzy, jak przedstawiciele rodzaju Naultinus, uzupełniają dietę pokarmem roślinnym, w tym nektarem. Większość gatunków zaliczanych do rodziny jest jajorodna; nieliczne, jak przedstawiciele rodzajów Hoplodactylus i Naultinus, są jajożyworodne.

## Systematyka
W przeszłości klasyfikowane jako podrodzina gekonowatych; z analiz filogenetycznych wynika ich bliższe pokrewieństwo z płatonogowatymi niż z gekonowatymi.
Do rodziny należą następujące rodzaje:

- Amalosia Wells & Wellington, 1985
- Bavayia Roux, 1913
- Correlophus Guichenot, 1866
- Crenadactylus Dixon & Kluge, 1964
- Dactylocnemis Steindachner, 1867 – jedynym przedstawicielem jest Dactylocnemis pacificus (Gray, 1842)
- Dierogekko Bauer, Jackman, Sadlier & Whitaker, 2006
- Diplodactylus Gray, 1832
- Eurydactylodes Wermuth, 1965
- Gigarcanum Heinicke, Nielsen, Bauer, Kelly, Geneva, Daza, Keating & Gamble, 2023 – takson wymarły, jedynym przedstawicielem był Gigarcanum delcourti Bauer & Russell, 1986
- Hesperoedura Oliver, Bauer, Greenbaum, Jackman & Hobbie, 2012 – jedynym przedstawicielem jest Hesperoedura reticulata (Bustard, 1969)
- Hoplodactylus (Fitzinger, 1843)
- Lucasium Wermuth, 1965
- Mniarogekko Bauer, Whitaker, Sadlier & Jackman, 2012
- Mokopirirakau Nielsen, Bauer, Jackman, Hitchmough & Daugherty, 2011
- Naultinus Gray, 1842
- Oedodera Bauer, Jackman, Sadlier & Whithaker, 2006 – jedynym przedstawicielem jest Oedodera marmorata Bauer, Jackman, Sadlier & Whithaker, 2006
- Oedura Gray, 1842
- Paniegekko Bauer, Jackman, Sadlier & Whitaker, 2012 – jedynym przedstawicielem jest Paniegekko madjo Bauer, Jones & Sadlier, 2000
- Pseudothecadactylus Brongersma, 1936
- Rhacodactylus Fitzinger, 1843
- Rhynchoedura Günther, 1867
- Strophurus Fitzinger, 1843
- Toropuku Nielsen, Bauer, Jackman, Hitchmough & Daugherty, 2011
- Tukutuku Nielsen, Bauer, Jackman, Hitchmough & Daugherty, 2011 – jedynym przedstawicielem jest Tukutuku rakiurae (Thomas, 1981)
- Woodworthia Garman, 1901

Zaliczane w przeszłości do tej grupy rodzaje Carphodactylus, Nephrurus, Orraya, Phyllurus, Saltuarius i Underwoodisaurus są obecnie przenoszone do odrębnej rodziny Carphodactylidae.